# Alpina dioszeghyi
Alpina dioszeghyi là một loài bướm đêm trong họ Geometridae.